# 山寺グラフィティ
「山寺グラフィティ」（やまでらグラフィティ）は、藤子・F・不二雄（発表時は藤子不二雄名義）の漫画短編。山形県の山寺（立石寺）にまつわる言い伝えを題材とした伝奇SF作品。大森望は、一見すると伝説を元としたホラーや怪談の様でありながら、結末にSF的な理論性を感じると評している。
1979年（昭和54年）『週刊少年サンデー』3月20日増刊号初出。1985年（昭和60年）の『藤子不二雄少年SF短編集』〈てんとう虫コミックス〉第2巻に初収録。以降2010年現在までに7つの短編集に収録されている（#書誌情報を参照）。

## あらすじ
主人公の加藤広康には、木地かおるという幼馴染の女の子がいた。お互い意識していたわけではなかったが、ずっと仲良しでいつもそばにいた。しかし、彼女は高校時代に亡くなってしまう。雪深い日のことであった。その後上京し、東京でイラストレーターとしての活動を始め、3年が過ぎた。そんなある日、かおるにそっくりの女性に出会った。ところが話し掛けても反応がない。どうやら彼女は主人公にしか見えず、話すこともできないらしい。彼女は主人公の部屋に来ると、座ったままじっと動かず、暗くなるなりフラッと帰って行く。どこから来たのか？帰りに送って行こうとしたものの、どうしても途中で見失ってしまう。だがせっかくまた会えたのだから、彼女を快く部屋に招き入れ、外へも一緒に連れて行くことにした。(飲食はできるらしい)
気になって彼女の実家を訪ねると、その裏にある神社に、彼女の顔を象ったコケシとミニチュア家具や食器一式、入学祝いなどが納められていた。彼女の父曰く、霊となった後も成長を続け、成長に応じて、様々なものを納めるらしい。しかし、彼女も年頃なので結婚させ、親の役目は終えることにした。勝手ながら広康に似せて作ったコケシと、彼女のコケシで式を挙げ、奉納された。その後、主人公と似た霊を連れ、挨拶にきた。新婚旅行前にフラっと立ち寄った感じらしい。それを祝福すると、静かに主人公の元から去っていった。

## 登場人物[2]
加藤 広康（かとう ひろやす）
本作の主人公。高校卒業後、故郷の山形から東京に上京し、イラストレーターの卵として働いている。高校時代に幼なじみだった木地かおると死別している。
木地 かおる（きじ かおる）
本作のヒロインで、主人公の広康と幼なじみ。東京の山村女学院に進学し、広康と一緒に上京しようとしていたものの、高校生の冬に亡くなってしまう。ある日を境に、再び広康の目の前に現れるようになる。
木地 作左衛門（きじ さくざえもん）
かおるの父。かおるが亡くなってからも、山寺にて供養を続けている。
安子（やすこ）
主人公の東京での友人の一人。広康に思いを寄せているものの、なかなか振り向いてもらえずにいる。

## 書誌情報
以下の短編集に収録されている。特記のない限り藤子・F・不二雄名義、小学館刊。
- 藤子不二雄『藤子不二雄少年SF短編集2 宇宙船製造法』〈てんとう虫コミックス〉1985年7月25日初版発行、ISBN 4-09-140703-X
- 『藤子・F・不二雄 SF全短篇2 みどりの守り神』 中央公論社〈中公愛蔵版〉1987年3月20日初版発行、ISBN 4-12-001557-2
- 『少年SF短篇6 アン子大いに怒る』中央公論社〈藤子不二雄ランド〉通巻247巻、1989年7月21日初版発行、ISBN 4-12-410247-X
- 『藤子・F・不二雄少年SF短編集2 絶滅の島』〈小学館コロコロ文庫〉1996年05月20日初版発行（4月26日発売[3]）、ISBN 4-09-194036-6
- 『藤子・F・不二雄SF短編PERFECT版5 メフィスト惨歌』2000年12月20日初版発行（11月24日発売[4]）、ISBN 4-09-176205-0
- 『少年SF短編1』〈藤子・F・不二雄大全集〉通巻074巻、2010年9月29日初版第一刷発行（9月24日発売[5]）、ISBN 978-4-09-143439-5、A5判
- 『藤子・F・不二雄SF短編集』〈My First BIG〉廉価版